# Коммерау (Гросдубрау)
Ко́ммерау или Ко́моров (нем. Commerau; в.-луж. Komorowо файле) — деревня в Верхней Лужице, Германия. Входит в состав коммуны Гросдубрау района Баутцен в земле Саксония. Подчиняется административному округу Дрезден.

## География
Находится примерно в 14 километрах севернее от города Баутцен. В двух километрах на север от деревни находится группа из 18 прудов под названием Коммерауэр (Коморовские пруды). Через деревню проходит автомобильная дорога B156.
Соседние населённые пункты: на севере — деревня Лескей, на юго-востоке — деревня Кобелнь и на западе — деревня Купой.

## История
Впервые упоминается в 1399 году под наименованием Komeraw.
До 1936 года была административным центром одноимённой коммуны. С 1936 года входит в современную коммуну Гросдубрау.
В настоящее время деревня входит в состав культурно-территориальной автономии «Лужицкая поселенческая область», на территории которой действуют законодательные акты земель Саксонии и Бранденбурга, содействующие сохранению лужицких языков и культуры лужичан.
Исторические немецкие наименования
- Komeraw, 1399
- Comeraw, 1419
- Kummeraw, 1445
- Comerow, 1479
- Commerau, 1768
- Commerau b. Bautzen, 1875

## Население
Официальным языком в населённом пункте, помимо немецкого, является также верхнелужицкий язык.
Согласно статистическому сочинению «Dodawki k statisticy a etnografiji łužickich Serbow» Арношта Муки в 1884 году в деревне проживало 200 человек (из них — 168 серболужичан (84 %)).
Лужицкий демограф Арношт Черник в своём сочинении «Die Entwicklung der sorbischen Bevölkerung» указывает, что в 1956 году при общей численности в 622 человека серболужицкое население деревни составляло 56,9 % (из них верхнелужицким языком владело 271 взрослый и 83 несовершеннолетних).
Согласно переписи 1900 и 1925 годов численность серболужицкого населения от общего числа жителей составляла соответственно 82,6 % и 77,8 %.
.
| 1834 | 1871 | 1890 | 1910 | 1925 | 1939 | 1946 | 1950 | 1964 | 1990 |
| ---- | ---- | ---- | ---- | ---- | ---- | ---- | ---- | ---- | ---- |
| 145  | 169  | 176  | 188  | 207  | 523  | 602  | 672  | 568  | 475  |